# Dysfonction érectile
 Mise en garde médicale
La dysfonction érectile, également appelée « dysérection », « insuffisance érectile » ou « trouble de l'érection » (et autrefois, quoique de façon imprécise, l'« impuissance » ; voir « Terminologie » ci-dessous), consiste, soit dans l'impossibilité durable d'obtenir une érection adéquate, soit de ne pouvoir la maintenir si elle est obtenue avec une rigidité pénienne suffisante pour l'accomplissement de l'acte sexuel au moment précis de la pénétration...ou pour atteindre l'orgasme par la masturbation. 
Lorsqu'elle ne consiste que dans une absence de désir sexuel, il est alors question d'aphanisis. Cette expression désigne le plus souvent les troubles de l'érection du pénis, mais ces troubles existent aussi chez la femme concernant le clitoris. 
Le diabète, le tabagisme et l'alcoolisme sont des facteurs de risque reconnus importants de dysfonction érectile, sans qu'il y ait besoin d'avoir d'autres maladies. Mais les troubles d'érection sont le plus souvent liés à des facteurs psychologiques ou interpersonnels.

## Terminologie
La dysfonction érectile est désignée de plusieurs manières.
Le terme d'« impuissance » a été longtemps utilisé dans le langage courant bien que la dysfonction érectile n'ait pas été la seule cause connue d'impuissance sexuelle des hommes. En effet, les ouvrages médicaux distinguent à proprement parler deux types d'impuissance sexuelle,, : l'impotentia coeundi, signifiant en latin scientifique l'impuissance à réaliser le coït (impuissance dont la cause peut être une dysfonction érectile, mais pas nécessairement), et l'impotentia generandi ou concipiendi, autrement dit stérilité ou infertilité (par exemple, absence de sperme). Le terme d'impuissance est en outre aujourd'hui considéré comme portant une « lourde connotation péjorative » et a depuis été remplacé par d'autres termes tels que « dysfonction érectile », « dysérection », « insuffisance érectile » ou « trouble de l'érection ».

## Histoire
La première trace écrite d’une dysfonction érectile proviennent de l'Égypte antique et datent de 2000 avant J.-C, avec les  papyrus d'El-Lahoun (appelés auparavant de Kahun), ils auraient été écrits vers la fin de la XIIe dynastie et le début de la XIIIe dynastie égyptienne. Les papyrus se trouvent aujourd'hui dans le musée Petrie d'archéologie égyptienne à l'University College de Londres, ils distinguent les impuissances physiques d'impuissances supposées maléfiques.
Dans la littérature grecque puis latine, la dysfonction érectile est l'un des sujets topiques de la satire où des auteurs comme Horace, Ovide ou Pétrone se moquent des hommes qui ont perdu leur virilité, soit du fait de l'âge, soit de leur intempérance. Progressivement, à partir du Ier siècle après J.-C., le motif de l'impuissance sexuelle passe de la littérature érotico-satirique à la littérature technique. L'impuissance n'est plus un sujet de rire, mais une pathologie qu'il convient de guérir. Des auteurs comme Celse, Pline l'Ancien ou Galien proposent toute une pharmacopée de substances aphrodisiaques visant à stimuler l'érection.
Le clitoris, sensible grâce au même nerf (nerf dorsal du clitoris, équivalent anatomique du nerf dorsal de la verge), et irrigué et vascularisé par la même artère pudendale que celle qui irrigue le pénis est aussi concerné par de possibles troubles de la fonction érectile (ex : l'atteinte de l’artère pudendale externe, éventuellement accidentellement lors d'une opération chirurgicale, est associée à la dysfonction érectile) ; un sujet peu traité alors que la structure anatomique et fonctionnelle du clitoris, principalement interne, n'est décrite complètement que seulement depuis la fin du 20e siècle. La dysfonction musculaire du plancher pelvien (PFM) suggère une corrélation anatomique entre la fonction PFM et la fonction sexuelle féminine,.

## Prévalence
Elle est difficile à déterminer en raison d'une sous-estimation probable des cas déclarés et variations de la définition donnée à la dysfonction érectile selon les études (incapacité à obtenir ou à maintenir une érection satisfaisante ; les différentes données ne sont donc pas comparables).
Au début du XXIe siècle, en France, plus de 30 % des hommes de plus de 40 ans présenteraient un problème de dysfonction érectile et un même ordre de grandeur est retrouvé en Amérique où 8 % des hommes interrogés signalent une dysfonction érectile « totale ».

## Physiopathologie
La stimulation sexuelle cause la libération de monoxyde d’azote qui est un des principaux médiateurs à l’origine d’une érection. Cette libération est localisée et démarre à partir des cellules endothéliales des corps caverneux d’une part et des neurones non adrénergiques et non cholinergiques d’autre part.
Sous contrôle de récepteurs spécifiques, les récepteurs P2y, et à l’intérieur du muscle, ce monoxyde d’azote active la guanylate cyclase, ce qui a pour conséquence d’entraîner une transformation de la guanosine triphosphate en guanosine monophosphate cyclique (GMPc). L’accumulation de GMPc mène, entre autres, à une relaxation de la musculature lisse des artères péniennes et du tissu intra-caverneux, ainsi qu'à l’engorgement du pénis et, in fine, à l’érection.

## Causes
Elles sont organiques, psychogènes ou mixtes.
L'âge est aussi un facteur augmentant le risque de dysfonction érectile (problème qui touche moins de 10 % des moins de 50 ans, et plus de 20 % des plus de 60 ans).
Il est fréquent que plusieurs causes additionnent leurs effets. Par exemple, chez les porteurs du HIV, le tabagisme double le risque de dysfonction érectile (prévalence = environ 56 %), mais les troubles anxio-dépressifs sont également présents.

### Causes chimiques
L'isotrétinoïne ainsi que certains neuroleptiques, consommés à long terme, peuvent provoquer définitivement la dysfonction érectile[réf. nécessaire].
Le tabac, qui contient notamment de la nicotine et des goudrons, provoque, à long terme, selon l'âge de la personne ou selon sa condition physique, la dysfonction érectile notamment car nocif pour les artères et les vaisseaux sanguins. Une étude épidémiologique basée sur 7684 chinois de 35 à 74 ans sans maladie vasculaire clinique a conclu (en 2007) que les troubles de l'érection, en moyenne, augmente avec le nombre de cigarette fumées par jour, et qu'ils sont plus importants encore si le sujet est diabétique. La cigarette aggrave fortement les troubles de l'érection chez ceux qui prennent d'autres drogues, et notamment chez les consommateurs d'héroïne ou ceux recevant de la méthadone.

L'effet ne semble pas irréversible : arrêter de fumer améliore la tumescence du pénis et sa rigidité érectile, y compris après une prostatectomie.
En 2022, la littérature médicale disponible suggère que l'utilisation de la cigarette électronique induit un stress oxydant, avec formation directe d'espèces réactives de l'oxygène et de radicaux hydroxyles, entraînant des lésions endothéliales. Or la dysfonction endothéliale est l'un des mécanismes susceptibles d'engendrer des troubles de l'érection. Un lien causal certain entre le vapotage et la dysfonction érectile est encore à confirmer.

### Causes organiques
Divers mécanismes physiopathologiques possibles peuvent altérer « la commande nerveuse centrale ou périphérique, de la vascularisation artérielle pénienne, de la fonction endothéliale, du tonus musculaire lisse et de la structure des corps caverneux, voire une participation hormonale ».
Les maladies cardiovasculaires sont concernées au tout premier rang. Diabète, hypertension artérielle (source de troubles de l'érection, en moyenne plus sévères que dans la population générale), hyperlipidémie, ou athérosclérose affectent la vasodilatation des vaisseaux, ce qui va altérer l’afflux sanguin et donc la fonction érectile. La survenue d'une dysfonction érectile avant 60 ans étant fortement corrélée avec le risque d'avoir une maladie cardiovasculaire, une recherche et prise en charge des facteurs de risque cardiovasculaire et des mesures hygiéno-diététiques est alors recommandée. Ainsi, la mise sous régime et exercice physique chez l'obèse permet parfois d'améliorer la dysfonction.
Divers symptômes du bas appareil urinaire et en particulier les « symptômes urinaires obstructifs », un mauvais état général de santé, et certaines maladies chroniques (insuffisance rénale chronique notamment) sont aussi des facteurs de troubles de l'érection. L'insuffisance rénale terminale affecte aussi la fonction sexuelle chez la femme, surtout via des anomalies endocriniennes, la dépression et l'anémie ; cette dysfonction sexuelle (SD) est bien étudiée chez les hommes pour ce qui concerne la dysfonction érectile, mais encore sous-estimée chez les femmes en hémodialyse périodique pour néphropathie diabétique ou néphroangiosclérose (sources d'inactivité sexuelle expliquée par « manque d'intérêt pour le sexe » (64,2 %) et plus rarement à une « difficulté sexuelle » (2,1 %) ; seules 6,2 % des femmes ont manifesté un intérêt à connaître les causes et le traitement de la dysfonction sexuelle, alors que l'hormonothérapie, la correction de l'anémie, la dialyse adéquate, le dépistage de la dépression, voire une transplantation rénale peuvent améliorer la santé sexuelle de ces femmes.
Les maladies neurologiques (accident vasculaire cérébral, sclérose en plaques, maladie d'Alzheimer, mais aussi traumatisme du système nerveux…) ou des déséquilibres hormonaux (insuffisance en hormones mâles liée à un hypogonadisme, maladie thyroïdienne…) provoquent eux aussi des dysfonctions érectiles.
Certaines pathologies spécifiques du pénis ont aussi pour conséquences des troubles de l’érection (ex. : maladie de Lapeyronie, avec fibrose des tissus érectiles). La pratique intense du cyclisme, avec certains types de selles utilisées, est aussi une cause possible,,.
De nombreux médicaments affectent la fonction érectile. On parle alors d’iatrogénie médicamenteuse. C'est le cas des antihypertenseurs, de certains antidépresseurs, et de neuroleptiques, les diurétiques, les bêta-bloquants, les hypolipémiants, ou la chimiothérapie.
Un geste chirurgical au niveau pelvien (prostatectomie radicale) peut aussi induire des troubles de l’érection.
Le syndrome d'apnées obstructives du sommeil (SAOS) a été statistiquement significativement associé à une dysfonction érectile (DE). Traiter le SAOS de manière non-invasive (par exemple par un dispositif de pression positive des voies respiratoires) peut souvent améliorer la fonction érectile des patients souffrant à la fois de SAOS et de troubles de l'érection, mais l'acceptabilité de la CPAP par rapport à la prise de sildénafil n'est pas garantie, d'autant que le sildénafil semble aussi pouvoir légèrement améliorer la fonction érectile à 12 semaines.

### Causes psychiques et psychosociales
Chez beaucoup d’hommes, la « fonction érectile » peut être momentanément, épisodiquement ou durablement perturbée par des causes psychiques et psychosociales (stress, fatigue, réaction émotionnelle ou troubles psychologiques et/ou psychiatriques).
L'imagerie cérébrale a permis de mieux comprendre les processus cérébraux activés lors de l'excitation sexuelle, par exemple en jeu lors d'une activité sexuelle ou lors d'une simple érection (par exemple induite par la vision d'images érotiques), ou lors d'émotions sexuelles fortes conduisant à l'éjaculation précoce. 
Cette imagerie permet aussi de mieux comprendre ce qui se passe dans le cerveau dans les cas de dysfonction érectile d'origine psychologique ; elle a ainsi montré aussi que les facteurs de dysfonction érectile dite psychogène sont associées dans le cerveau à des perturbations topologiques de sous-réseaux cérébraux fonctionnels impliqués dans les processus cognitifs et émotionnels,,, et en particulier dans une région du cerveau qui concerne le souvenir des expériences passées, la réflexion vers l'avenir et la prise de conscience du point de vue des actions de l'autre.
De simples troubles anxieux (éventuellement induits par une tendance à l'éjaculation précoce), une faible estime de soi, une relation affective perturbée, une mauvaise image de soi, divers facteurs liés au statut socio-économique et au mode de vie ou une dépression peuvent déclencher ou aggraver une dysfonction érectile.
Selon une étude de cohorte faite à Taïwan, 2 527 patients ayant une dysfonction érectile avaient un risque plus que doublé de développer une dépression que dans la population générale (surtout la première année suivant le diagnostic de dysfonction érectile).
La dénomination même d’impuissance virile était (et est encore souvent) fortement péjorative et sociologiquement connotée. Ceci entraîne un sentiment de honte et culpabilité chez les hommes souffrant de cette dysfonction, aggravant leur handicap (social et relationnel), ne les incitant pas à consulter.
Ces facteurs psychosociologiques sont l'une des principales causes empêchant une sexualité satisfaisante chez les jeunes.

## Diagnostic
Il est souvent tardif, car, bien que la dysfonction érectile soit courante, elle est encore souvent vécue comme « honteuse », ce qui retarde la consultation médicale à ce sujet, et le médecin évite souvent de poser la question susceptible de gêner son patient.
Le diagnostic peut s'appuyer sur
- le dialogue médecin-patient ;
- l'enregistrement des érections nocturnes au réveil et/ou lors du sommeil paradoxal (présentes et excellentes en cas de blocage psychologique ou de perte sensitive, médiocres ou nulles en cas de pathologies organiques). Cet examen utilise généralement un appareil capable de mesurer deux paramètres complémentaires : la rigidité et la turgescence du pénis lors du sommeil. Ce test est inutile si (et seulement si) la personne atteinte de trouble de l'érection est certain de la bonne qualité de ses érections diurnes ou nocturnes, et déclare que c'est la survenue d'une nouvelle ou d'un nouveau partenaire, dans sa vie sexuelle, qui a provoqué le défaut récent et total ;
- l'ultrasonographie doppler-duplex (qui nécessite un matériel couteux, rare dans les pays pauvres), qui détectera d'éventuelles des pathologies vasculaires du pénis, via la mesure du diamètre des artères du pénis, de la vitesse du flux artériel, la mise en évidence d'éventuelles occlusions artérielles ou d'incompétences veineuses (c'est-à-dire d'absence de compression lors d’une érection) ; cette technique permet d'évaluer l'état des artères du pénis, mais pas celui des artères du petit bassin (A. honteuse interne) qui joue aussi un rôle dans l'érection ;
- en complément du test précédent, un test d’injection de substance vasoactives (relaxant la musculature artérielle et trabéculaire) dans le corps caverneux peut être proposé. La papavérine (vasodilatatrice) autrefois utilisée[53],[54], parfois avec la Regitine, est aujourd'hui remplacée par la prostaglandine E1 (synthétisée par l’organisme, présente dans le plasma séminal, et principalement responsable de la relaxation de la musculature trabéculaire)[22] ;
- une cavernographie/cavernométrie, qui est une imagerie médicale faite juste après une perfusion contrôlée dans le corps caverneux, associée à la mesure des pressions intracaverneuses ; l'image met en évidence d'éventuelles «fuite veineuse»pathologiques au niveau de ces corps caverneux. Si les artères amènent correctement le sang dans le pénis, mais que les veines ne l'y bloquent pas le temps de l'érection, cette dernière ne se fait pas ou pas complètement[22] ;
- une étude électro-neuro-physiologique du reflex bulbocaverneux. Elle nécessite un appareillage encore peu utilisé, mais permet de mesurer la réponse à une stimulation électrique du muscle bulbocaverneux (la mesure du temps de latence renseigne sur l'état de l’innervation somatomotrice. En enregistrant dans le même temps les potentiels évoqués somato-sensitifs corticaux, l'opérateur peut distinguer une lésion nerveuse centrale et périphérique. Un peu comme dans l'EMG, l’activité de la musculature du corps caverneux peut être enregistrées, mais la reproductibilité et leur interprétation diagnostique est encore débattue ;
- Angiographie sélective des artères du pénis qui mettra en évidence d'éventuelles pathologies vasculaires ;
- la recherche d'une éventuelle origine sensitive de la dysfonction érectile : y-a-t-il disparition partielle ou totale des sensations de volupté à la surface de la verge ? (usure et non-renouvellement des corpuscules de Krause), notamment au niveau du frein, pouvant s'accompagner d'une douleur cutanée ou d'une modification d'aspect de la peau (kératinisation) du prépuce, et peut se manifester dans un premier temps dès l'absence de stimulation visuelle, à la suite des préliminaires ;
- une mesure de la glycémie à jeun, pour détecter un éventuel diabète ;
- un dosage de la testostérone, pouvant faire évoquer une cause endocrinienne.
- une biopsie du corps caverneux, peut détecter ou confirmer une éventuelle fibrose progressive du corps caverneux.

Remarque : si l'aphanisis peut conduire à la dysfonction érectile, elle peut également en être la conséquence.
L'association avec une maladie cardiovasculaire doit être systématiquement recherché (au minimum un électrocardiogramme, avec si besoin une épreuve d'effort).

### Vers un diagnostic assisté par IA?
L'intelligence artificielle est de plus en plus utilisée pour affiner le diagnostic médical, et de nombreux chercheurs l'envisagent pour mieux diagnostiquer et/ou prédire la dysfonction érectile et ses causes.
Début 2021, plus de 400 publications étaient répertoriées par 5 grandes bases de données médicales  , mais beaucoup n'ont pas n'ont pas été soumises à des validations externes. Selon une revue d'étude récente (2022), ces études ont permis d'affiner certains questionnaires de diagnostic, d'améliorer des équipements, de systèmes experts, des classificateurs par images et des modèles prédictifs, mais  études plus rigoureusement basées sur des données de haute qualité sur a dysfonction érectile sont encore nécessaires.

## Traitements

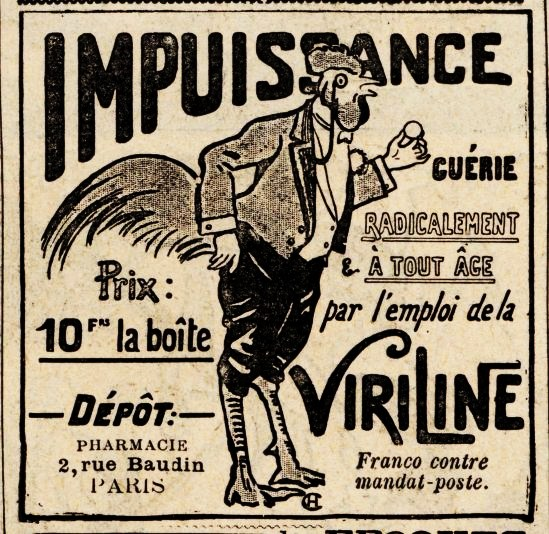
Publicité de 1907 pour la viriline, produit prétendument capable de guérir l'impuissance. Le nom du produit évoque la virilité, et l'image du Cocq évoque le symbole du Coq gaulois

### Traitements non médicamenteux
La publicité de presse a contribué à entretenir ou diffuser des modèles de masculinité, notamment des années 1870 aux années 1930 où les journaux se sont répandus dans le monde (exemple ci-contre avec la publicité pour la viriline).
Depuis des millénaires, l'impuissance sexuelle a fait l'objet de nombreux traitements (aphrodisiaques et bien d'autres traitements empiriques faisant appel à la magie, aux baumes, potions et pilules et même (à partir des années 1920) à l'électrothérapie.
La prise en charge des dysfonctions d'origines psychogène peut faire appel à une psychothérapie individuelle ou de couple, mais il n'existe pas de réelle évaluation de l'efficacité de ce type de traitement[réf. nécessaire].
La prise en charge des dysfonctions d'origines organiques est possible. Une étude du Professeur Pierre Lavoisier, publiée dans le journal américain The PhysioTherapy Journal, a démontré l'efficacité de sa méthode IC-Force dans le traitement du trouble de l'érection.
Le changement de mode de vie peut avoir un effet bénéfique dont l'arrêt du tabac. La consommation d'alcool à doses raisonnables ne semblent pas jouer significativement sur la fonction érectile. La prise de compléments alimentaires peut réguler ou atténuer des troubles mineurs de la circulation ou du stress (ex: ail, phytothérapie antistress).

### Traitements par voie orale

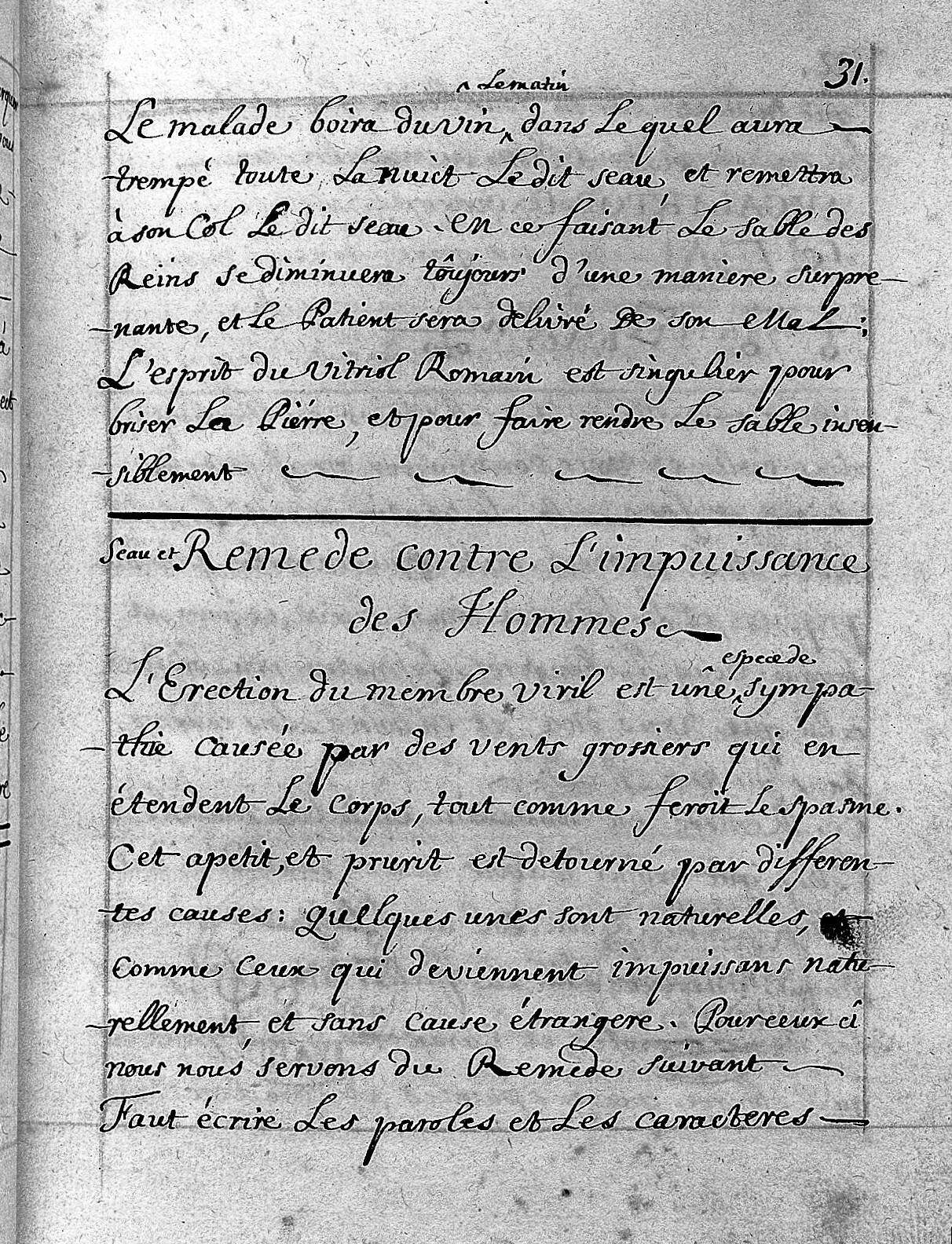
« Remède contre l'impuissance des Hommes » selon Paracelse.

Les médicaments à prendre par voie orale sont aujourd'hui souvent prescrits, et à prendre « à la demande » (c'est-à-dire peu avant une activité sexuelle prévue) pour une utilisation ponctuelle, ou en continu pour un besoin plus quotidien. Ils présentent des contre-indications et des précautions d’emploi qu’il est nécessaire de bien respecter.
Ces produits n'agissent pas sur la libido.
Leurs effets secondaires sont liés à leur mode d’action ; le médecin choisit telle ou telle molécule en fonction du patient.
Trois inhibiteurs de la phosphodiestérase ont des résultats tangibles et sont disponibles : 
- le tadalafil, dont une prise quotidienne à doses moindres que pour le Viagra améliore parfois le résultat en termes de fonction érectile[64] ;
- le vardénafil ;
- le sildénafil (Viagra), lequel chez l'homme sans dysfonction érectile, peut prolonger l'érection après une éjaculation, en effaçant la période réfractaire (temps entre deux érections successives)[65].

D'autres molécules comme l'udenafil (en), le mirodenafil (en), l'avanafil et le lodenafil (en) sont en cours d'expertise[réf. souhaitée].
L’apomorphine (Uprima®) est une molécule découverte au XIXe siècle. Utilisée par les vétérinaires comme émétique (produit faisant vomir) ayant l'avantage de ne pas préalablement déclencher de nausées, elle a comme effet secondaire chez les animaux-mâles une exacerbation de la libido. À la différence du Sildénafil, elle n’agit pas sur le système nerveux périphérique mais sur le système nerveux central (en tant qu’agoniste du récepteur dopaminergique). Appliqué sous la langue le produit agit en 10–15 minutes et, étant liposoluble, il est résorbé indépendamment d’un repas. S'il était possible de supprimer ses effets secondaires (nausées-vomissements, hypotension et somnolence), il pourrait éventuellement être une alternative nouvelle aux inhibiteurs de la phosphodiestérase.
Les différences d'effets ces produits concernent surtout le délai entre la prise du médicament et l'apparition de l'érection.
Il existe une sensibilité individuelle face à tous ces produits ; l'échec répété de l'un d'eux doit faire essayer un autre produit de la même classe. .
Les échecs proviennent souvent d'un mauvais usage (au mauvais moment), ou bien d'une décharge d'adrénaline plus puissante à contracter les artères que ce que les médicaments obtiennent en dilatation. L'inefficacité est plus fréquente lorsque le blocage est ancien. Contrairement à une idée reçue, le Viagra (Sildénafil) est parfois inefficace, en cas de certaines maladies qui empêchent que le NO soit libéré après stimulation nerveuse correspondante ; la cascade biochimique ne se fait pas, faute d'une présence suffisante d’« Endothelin-Releasing-Factor » et dans tous les cas d’hypoxie (par exemple induite par une athérosclérose ou hypertension artérielle ou encore  chez un patient diabétique.
Ils sont contre-indiqués en cas de prise de médicaments de type dérivé nitré, en raison du risque d'hypotension. Même si le risque de survenue d'accident cardiaque ne semble pas majoré, la prescription doit être prudente sur ce terrain.
Le coût et les effets secondaires des molécules de synthèse fait périodiquement remonter l'intérêt pour les substances naturelles, d'origine végétale notamment (Ginseng...) contre les dysérections. Mais beaucoup de celles qui sont souvent citées pour leurs supposés effets aphrodisiaques ne montrent pas ou peu d'effet scientifiquement démontrés. Quelques-unes ont cependant une activité démontrée, et selon Carpentier & al (2004), beaucoup d'autres mériteraient des études pharmacologiques approfondies.

### Traitements par voie locale
Le traitement local est destiné à induire une érection.
- Injections : cette modalités, délicate, doit être apprise avec un professionnel. Il s'agit d'injecter dans le pénis de 10 à 20μg de prostaglandine E1 (augmenter la dose étant sans effet supplémentaire)[22], et autrefois de bimix (papavérine/phentolamine) ou de trimix (papavérine/phentolamine/PGE1)[61]. 
La prostaglandine produit chez les patients qui y réagissent bien (dans 60 à 80% des cas) une érection en 5 à 10 minutes, qui durera souvent 30 à 60 minutes, et rarement plusieurs heures (priapisme). Des effets secondaires sont petits hématomes, des douleurs modérées irradiant dans le pénis au début du traitement mais aussi parfois (en cas d’utilisation prolongée ou fréquente) une fibrose du corps caverneux. En cas de priapisme de plus de 5 heures, le produit doit être extrait des corps caverneux par ponction pour éviter le risque de lésions qui empêcherait ensuite définitivement l'érection. 30 à 50% des patients abandonnent ce type de traitement[22].

- Application intraurétrale de PGE1 (MUSE®). Le produit est plus ou moins bien absorbé par l’épithélium urétral et donc  bien moins efficace, pouvant en outre causer des sensations désagréables dans l’urètre, et dans le vagin de la partenaire. L'applicateur est un petit bâtonnet qui libère la substance active. Une phase d’apprentissage avec un professionnel de santé est nécessaire pour diminuer le risque de blessure, de douleur ou de mauvaise administration[22].

- Application d'une goutte de crème (contenant de l'alprostadil) sur le méat, à l’extrémité du pénis[67]. La structure chimique de la molécule est identique à celle de la prostaglandine E1, dont l'action comporte une vasodilatation des vaisseaux sanguins du tissu érectile des corps caverneux et une augmentation du débit des artères caverneuses, entraînant une rigidité pénienne[22].

### Pompe à vide
La pompe à vide, aussi appelée vacuum ou érecteur à dépression ou auxiliaire à érection par vide, s'utilise en conjonction avec un anneau de constriction, que l'on appelle également anneau pénien : le sang est d'abord aspiré vers le pénis grâce au vide d'air exercé dans un tube puis afin de maintenir l'érection le sujet fait glisser un anneau de constriction (espèce de garrot) à la base de la verge afin de maintenir son érection et avoir un rapport sexuel. L'anneau pénien peut rester en place maximum 30 minutes. Il existe deux têtes de pompes pour le vacuum : manuelle ou électrique.
Les résultats sont comparables à l'injection intra-caverneuse mais avec plusieurs avantages en termes de coût, de tolérance et d'acceptation. Le Vacuum et l'injection peuvent être utilisés simultanément contre la dysfonction érectile. Cette méthode peut cependant induire des suffusions veineuses.
Ce traitement mécanique permet à l'homme de retrouver sa capacité érectile et de redonner de la souplesse au pénis.

### Testostérone
La prise de testostérone a parfois une certaine efficacité selon certains auteurs (en cas de taux sanguin bas de cette hormone),, ou aucune selon d'autres, si ce n'est de d'exacerber la libido, « parfois de manière gênante » , et peut accélérer le développement d'un cancer de la prostate latent.

### Opération chirurgicale
En dernier lieu, la mise en place d'une prothèse pénienne peut être proposée. Elle peut être semi-rigide (et donc parfois délicate à masquer) ou gonflable, à l'aide d'une pompe située dans le scrotum. En plus une hernie peut être la raison pour cette maladie et l'intervention peut aider.

## Dans le droit

### Dans l’Ancien Droit
C'est en 1426 qu'est prononcée la première annulation de mariage connue en France pour dysfonction érectile. En effet, dans l’Ancien Droit français, la dysfonction érectile était un empêchement dirimant au mariage,. Deux preuves de médecine légale étaient utilisées pour vérifier la sexualité des époux :
- Dans la preuve dénommée « visite » on examinait la conformation anatomique des organes sexuels et l’on vérifiait les érections ainsi que l’ouverture et la profondeur du vagin[76].
- En 1587[77] fut mise en place la preuve dite du « congrès » (du latin congressus), où les époux devaient accomplir le « devoir conjugal » en présence d’un groupe de médecins, chirurgiens et matrones.

Le congrès est introduit en France en 1587. Pour l’historien Pierre Darmon, c’est une institution « inexplicablement et spécifiquement française ». L'affaire du congrès subi en 1659 par le marquis de Langey et le scandale qui suivit, aboutirent à sa suppression. Le marquis de Langey, déclaré ''impuissant'' à la suite du résultat négatif de l'épreuve subie avec sa femme, Marie de Saint-Simon, voit son mariage annulé avec interdiction de se remarier. Il décide de vivre maritalement avec Diane de Montault de Navailles avec qui il a sept enfants en sept ans. En 1675, il obtient l'autorisation de se remarier légalement, sa première épouse, remariée aussi de son côté (avec trois enfants), étant décédée. Pierre Darmon note à ce propos que le remariage d’un « impuissant » présumé n’avait rien d’exceptionnel. À la suite de ce scandale, le procureur Chrétien-François de Lamoignon obtient du Parlement de Paris, par arrêt du 18 février 1677, la suppression définitive du congrès.

### Le Code civil
Le Code civil abolit le trouble de l'érection comme empêchement dirimant au mariage, qui n'y est pas mentionnée. Il faut attendre 1903 pour que la Cour de Cassation juge que cette dysfonction érectile ne fait pas obstacle au mariage. Elle était encore retenue toutefois pour le désaveu de filiation légitime, mais uniquement lorsqu’elle était accidentelle et perceptible par un examen extérieur. L’article 313 interdisait expressément d’invoquer la dysfonction érectile naturelle pour le désaveu de paternité :
« Le mari ne pourra, en alléguant son impuissance naturelle, désavouer l’enfant : il ne pourra le désavouer même pour cause d’adultère, à moins que la naissance ne lui ait été cachée, auquel cas il sera admis à proposer tous les faits propres à justifier qu’il n’en est pas le père. »
— Article 313 ancien du Code civil

### L’arrêt de 1958 et l’erreur sur la personne
Depuis l’arrêt des 13 mars et 20 novembre 1958 du tribunal civil de Grenoble, un mariage peut être annulé en cas de tromperie, si cette dysfonction érectile a été masquée. Depuis 1975, l’aptitude à des relations sexuelles « normales » est devenue une qualité essentielle d’une personne, et  la dysfonction érectile peut constituer un cas d'annulation si elle est dénoncée dans les six premiers mois du mariage.